# 청원도정
청원도정(靑原都正, 1539년 4월 23일 ∼ 1592년 7월 4일)은 조선 중기의 왕족이면서 외척으로  이름은 간(侃)이고, 자는 중직(仲直), 호는 송강(松岡)이다. 성종의 아홉째 서자 익양군 회의 손자로, 일찍 죽은 황양정 이수린(荒壤正 李壽麟)의 아들이다. 아버지 황양정은 뒤에 군으로 추증되었다. 인순왕후의 서 사촌시동생이면서 친정 쪽으로도 육촌 제부가 된다.

## 생애
아버지는 황양정 증 황양군 이수린이고, 어머니는 청송심씨로, 판교 증 이조참판 심달원(沈達源)의 딸이며, 명종비 인순왕후의 육촌이며, 심연원, 심통원의 종손녀이다. 심의겸, 심충겸은 육촌 처남이 된다. 인순왕후는 적 사촌 형수이자 육촌 처형가 된다. 명종에게는 서 사촌동생이자 처가로도 육촌 동서가 되는 것이다.
그는 처음에 초수로 청원부정을 제수받았다. 명종이 경회루에서 친히 예문시를 시행할 때 신하들과 종실들이 모두 응시했으며, 이때 그는 즉석에서 4운시 3편을 지었는데, 그가 지은 시 중 2편이 뽑혀서 상으로 말을 하사 받았다. 1565년(명종 20) 대비 문정왕후가 승하하자 수릉관 겸 빈전 제관이 되어 문덕전에서 봉사하였는데, 1567년(명종 22) 혼전을 잘 지켰다 하여 상으로 가자되어명선대부로 승진하고, 청원도정에 올랐다. 이때 사헌부에서 제사를 잘 지냈다 하여 물건이 아닌 상으로 가자하는 것은 부당하다고 하였지만 명종이 듣지 않았다. 선조 즉위 후 임진왜란을 본 후 1592년 7월 4일 사망하였다. 장명산 경좌(長命山庚坐)에 안장되었으며, 사후에 군으로 추증되어 청원군이 되었다.

## 가족 관계
- 아버지 : 황양정 이수린(荒壤正 李壽麟, 1512년 5월 10일 ~ 1541년 3월 14일), 뒤에 황양군으로 추증
- 어머니 : 청송심씨(靑松沈氏, 1512년 1월 13일 ~ ?년 3월 26일), 판교 증 이조참판 심달원(沈達源)의 딸, 인순왕후의 사촌, 심통원의 종손녀
- 부인 : 광주김씨(光州金氏, 1538년 6월 2일 ~ 1599년 6월 16일), 군수 김린사(金麟士)의 딸

## 같이 보기
- 익양군
- 광천군
- 용천군